# (6437) Stroganov
(6437) Stroganov ist ein Asteroid des Hauptgürtels, der am 28. August 1987 von dem belgischen Astronomen Eric Walter Elst am La-Silla-Observatorium (IAU-Code 046) Europäischen Südsternwarte in Chile entdeckt wurde.
Der Himmelskörper ist Mitglied der Koronis-Familie, einer Gruppe von Asteroiden, die nach (158) Koronis benannt ist.
Der Asteroid wurde am 15. Dezember 2005 nach der russischen Kaufmannsfamilie Stroganow benannt, die im 16. Jahrhundert der russischen Expansion nach Sibirien erheblichen Vorschub leistete und 1722 von Zar Peter I. entmachtet, aber gleichzeitig in den russischen Baronenstand erhoben wurde.